# هیدئو هیگاشیکوکوبارو
هیدئو هیگاشیکوکوبارو (انگلیسی: Hideo Higashikokubaru)